# Sinthusa fulva
Sinthusa fulva är en fjärilsart som beskrevs av Riley 1945. Sinthusa fulva ingår i släktet Sinthusa och familjen juvelvingar. Inga underarter finns listade i Catalogue of Life.